# Новая Жизнь (Пугачёвский район)
Новая Жизнь — поселок в Давыдовском муниципальном образовании Пугачёвского района Саратовской области.

## География
Находится на расстоянии примерно 34 километра по прямой на восток-юго-восток от районного центра города Пугачёв. 

## История
Поселок основан в 1930 году.

## Население
Население составляло 105 человек по переписи 2002 года (русские 35%, казахи 42%) ,  68 по переписи 2010 года.